# Delfiniak malajski
Delfiniak malajski, delfin malajski, delfin sarawacki (Lagenodelphis hosei) – gatunek ssaka z rodziny delfinowatych (Delphinidae). 

## Systematyka

### Taksonomia
Rodzaj i gatunek po raz pierwszy opisane naukowo przez J. Frasera w 1956 roku pod nazwą Lagenodelphis hosei. Opis ukazał się w czasopiśmie The Sarawak Museum Journal. Jako miejsce typowe autor wskazał rzekę Lutong w Baram na Borneo. Jedyny przedstawiciel rodzaju delfiniak (Lagenodelphis).

## Charakterystyka
Zamieszkuje głębokie wody Oceanu Spokojnego, Atlantyckiego i Indyjskiego. Po urodzeniu mierzy ok. 1 m i waży 20 kg, dorasta do 2,75 m długości i do 200 kg wagi. Grzbiet jest koloru szaro-niebieskiego bądź szaro-brązowego. Posiada czarny pasek biegnący po boku od głowy do ogona. Brzuch i gardło są zazwyczaj białe, czasem lekko zaróżowione. Delfin ten tworzy grupy liczące od 100 do 1000 osobników. Żywi się rybami, kalmarami i krewetkami. Gatunek ten nie jest uważany za zagrożony wyginięciem.